# Hadley (Massachusetts)
Hadley ist eine US-amerikanische Stadt am Connecticut River in Hampshire County (Massachusetts).  Das U.S. Census Bureau hat bei der Volkszählung 2020 eine Einwohnerzahl von 5325 auf einer Fläche von 63,7 km² ermittelt. Sie gehört zur Area von Springfield, Massachusetts.
Hadley wurde 1659 erstmals besiedelt und offiziell 1661 inkorporiert. Der Name verwies auf Hadleigh in Suffolk. Die Familien stammten aus puritanischen Kolonien in Hartford und Wethersfield unter Führung von Reverend John Russell, die wegen eines Streits um die Taufe von dort auszogen. Das Gebiet umfasste zunächst auch das spätere Amherst und South Hadley. Hier verstarb 1661 John Webster, ein ehemaliger Gouverneur von Connecticut. Die britischen Obersten Edward Whalley und William Goffe wurde nach seiner Flucht 1660 wegen seiner Beteiligung am Todesurteil für den englischen König Karl I. im Ort vor den Briten versteckt.
Wegen der Expansion der nahen University of Massachusetts Amherst in den 1960er Jahren wuchs über den Häusermarkt das bisher agrarische Hadley beträchtlich an, besonders an der Massachusetts Route 9.
Der World Monuments Fund listet (2010) die Kulturlandschaft von Hadley auf der Liste der meistgefährdeten Plätze.
In Hadley befindet sich die Hopkins Academy, die viertälteste Schule der USA, die 1664 aus dem Nachlass von Edward Hopkins gegründet worden ist, ähnlich der Hopkins School in New Haven.

## Einzelbelege
1. ↑  US Census Bureau: Search Results Total Population in Hadley town, Hampshire County, Massachusetts. Abgerufen am 12. Januar 2024 (amerikanisches Englisch).
2. ↑  Sylvester Judd: History of Hadley Including the Early History of Hatfield, South Hadley, Amherst and Granby, Massachusetts (Northampton: Metcalf, 1863), S. 25f. "It may be conjectured that some of the first planters of Hadley came from the town of the same name in England. No record remains to show who they were. The name in the town and county records is sometimes written Hadleigh."
3. ↑  Cultural Landscape of Hadley, Massachusetts. Abgerufen am 24. April 2021 (englisch).
4. ↑  Hopkins Academy | Hadley Public Schools. Abgerufen am 24. April 2021.